# 神前元
神前 元（かんざき はじめ、1983年10月11日 - ）は、日本のスタントマン、俳優。奈良県出身。ジャパンアクションエンタープライズ所属。
2009年に放送された『仮面ライダーディケイド』から仮面ライダーシリーズに参加し、2021年放送の『機界戦隊ゼンカイジャー』のステイシーザー役でレギュラーキャラクターを初めて担当する。

## 出演

### テレビドラマ
- SPEC〜警視庁公安部公安第五課 未詳事件特別対策係事件簿〜 第5話（2010年10月8日 - 12月17日、TBS） - SIT隊員 役
- 塚原卜伝 第1話（2011年、NHK） - 旗持ち 役[1]
- 戦国★男士（2011年、U局） - 畠山一派 役
- ダーティ・ママ! 第8話（2012年1月11日 - 3月14日、日本テレビ） - 手下 役[1]
- ダブルフェイス 潜入捜査編（2012年10月15日、TBS） - 織田組組員 役[1]
- 金曜プレステージ 西村京太郎サスペンス 十津川刑事の肖像7（2013年6月21日、フジテレビ） - ヤンターレン 役[1]
- 警部補 矢部謙三2 第8話（2013年、テレビ朝日） - チンピラ 役[1]
- SPEC〜零〜（2013年10月23日、TBS）
- ヤメゴク〜ヤクザやめて頂きます〜 第4話（2015年、TBS） - 構成員 役[1]
- トクサツガガガ（2019年、NHK）

### 特撮テレビドラマ
- 仮面ライダーシリーズ
  - 仮面ライダーディケイド（2009年）
  - 仮面ライダーW（2009年 - 2010年） - 逃げ惑う人 役
  - 仮面ライダーオーズ/OOO（2010年 - 2011年）
  - 仮面ライダーフォーゼ（2011年 - 2012年） - 名古屋雄二（第9話） 役
  - 仮面ライダーウィザード（2012年 - 2013年） - リザードマン[4] / グール[4]
  - 仮面ライダー鎧武/ガイム（2013年 - 2014年）[1]
  - 仮面ライダードライブ（2014年 - 2015年） - フリーズロイミュード[5] / 強盗 役
  - 仮面ライダーゴースト（2015年 - 2016年）[1]
  - 仮面ライダーエグゼイド（2016年 - 2017年）[1]
  - 仮面ライダービルド（2017年 - 2018年） - オウルハードスマッシュ[6][7] / オウルハザードスマッシュ[7]
  - 仮面ライダージオウ（2018年 - 2019年） - 江戸の人々（EP01） 役、アナザーライダー[8][9]
  - 仮面ライダーゼロワン（2019年 - 2020年） - 仮面ライダー雷[10]
  - 仮面ライダーセイバー（2020年 - 2021年）
  - 仮面ライダーリバイス（2021年 - 2022年）
  - 仮面ライダーギーツ（2022年 - 2023年） - 会社員（1話） 役
  - 仮面ライダーガッチャード（2023年 - 2024年）
  - 仮面ライダーガヴ（2024年 - ）
- スーパー戦隊シリーズ
  - 侍戦隊シンケンジャー（2009年 - 2010年）
  - 天装戦隊ゴセイジャー（2010年 - 2011年）
  - 海賊戦隊ゴーカイジャー（2011年 - 2012年）
  - 特命戦隊ゴーバスターズ（2012年 - 2013年）
  - 獣電戦隊キョウリュウジャー（2013年 - 2014年） - デーボ・ペシャンゴ[11]
  - 烈車戦隊トッキュウジャー（2014年 - 2015年）[1]
  - 手裏剣戦隊ニンニンジャー（2015年 - 2016年）
  - 動物戦隊ジュウオウジャー（2016年 - 2017年） - 男B（第25話） 役
  - 宇宙戦隊キュウレンジャー（2017年 - 2018年）
  - 快盗戦隊ルパンレンジャーVS警察戦隊パトレンジャー（2018年 - 2019年）
  - 騎士竜戦隊リュウソウジャー（2019年 - 2020年）
  - 魔進戦隊キラメイジャー（2020年 - 2021年） - バクダン邪面（25）[12]
  - 機界戦隊ゼンカイジャー（2021年 - 2022年） - ステイシーザー[13][4]、ステイシー（吹き替え）[4]
  - 暴太郎戦隊ドンブラザーズ（2022年 - 2023年） - 雉野つよし（吹き替え / ドン2話）[14]、車泥棒（ドン8話）[15]、手裏剣鬼（ドン11話）[16]、轟轟鬼（ドン32話）[16]
  - 王様戦隊キングオージャー（2023年 - 2024年） - クロダ[17][3]
  - 爆上戦隊ブンブンジャー（2024年 - 2025年）
  - ナンバーワン戦隊ゴジュウジャー（2025年 - ）

#### テレビスペシャル
- 烈車戦隊トッキュウジャーVS仮面ライダー鎧武 春休み合体スペシャル（2014年）
- 手裏剣戦隊ニンニンジャーVS仮面ライダードライブ 春休み合体1時間スペシャル（2015年）

### 映画
- ブルーバレンタイン3D〜リベンジガール〜（2011年） - 臼井の手下 役
- 海賊戦隊ゴーカイジャーVS宇宙刑事ギャバン THE MOVIE（2012年）
- BRAVE HEARTS 海猿（2012年） - 潜水士 役
- 探偵はBARにいる2 ススキノ大交差点（2013年） - マスク軍団 役[1]
- ヌイグルマーZ（2014年） - ゾンビ 役[1]
- エイトレンジャー2（2014年） - 清掃局員 役[1]
- イン・ザ・ヒーロー（2014年） - 忍者 役[1]
- セイバー+ゼンカイジャー スーパーヒーロー戦記（2021年）
- スーパー戦闘 純烈ジャー（2021年）[18]
- 仮面ライダーシリーズ
  - 劇場版 仮面ライダー×仮面ライダー W&ディケイド MOVIE大戦2010（2009年）
  - 仮面ライダー×仮面ライダー×仮面ライダー THE MOVIE 超・電王トリロジー（2010年）
    - EPISODE RED ゼロのスタートウィンクル
    - EPISODE BLUE 派遣イマジンはNEWトラル
    - EPISODE YELLOW お宝DEエンド・パイレーツ

  - 仮面ライダーW FOREVER AtoZ/運命のガイアメモリ（2010年） - 野次馬 役
  - 仮面ライダー×仮面ライダー オーズ&ダブル feat.スカル MOVIE大戦CORE（2010年）
  - オーズ・電王・オールライダー レッツゴー仮面ライダー（2011年） - 怪人、ショッカー戦闘員、警官 役
  - 劇場版 仮面ライダーオーズ WONDERFUL 将軍と21のコアメダル（2011年）
  - 仮面ライダー×仮面ライダー フォーゼ&オーズ MOVIE大戦MEGA MAX（2011年）
  - 仮面ライダーフォーゼ THE MOVIE みんなで宇宙キターッ!（2012年）
  - 仮面ライダー×仮面ライダー ウィザード&フォーゼ MOVIE大戦アルティメイタム（2012年） - 過去怪人 / 兵隊
  - 劇場版 仮面ライダーウィザード in Magic Land（2013年）
  - 仮面ライダー×仮面ライダー 鎧武&ウィザード 天下分け目の戦国MOVIE大合戦（2013年）
  - 劇場版 仮面ライダー鎧武 サッカー大決戦!黄金の果実争奪杯!（2014年） - 仮面ライダー黒影・真[19]
  - 仮面ライダー×仮面ライダー ドライブ&鎧武 MOVIE大戦フルスロットル（2014年）
  - 劇場版 仮面ライダードライブ サプライズ・フューチャー（2015年）
  - 仮面ライダー×仮面ライダー ゴースト&ドライブ 超MOVIE大戦ジェネシス（2015年） - ラファエロ眼魔[1]
  - 仮面ライダー1号（2016年）[1]
  - 劇場版 仮面ライダーゴースト 100の眼魂とゴースト運命の瞬間（2016年） - 仮面ライダーダークネクロムB（ブルー）[20]
  - 仮面ライダー平成ジェネレーションズ Dr.パックマン対エグゼイド&ゴーストwithレジェンドライダー（2016年）
  - 劇場版 仮面ライダーエグゼイド トゥルー・エンディング（2017年）[1]
  - 仮面ライダー平成ジェネレーションズ FINAL ビルド&エグゼイドwithレジェンドライダー（2017年）
  - 劇場版 仮面ライダービルド Be The One（2018年） - ゼブラロストスマッシュ[21]
  - 平成仮面ライダー20作記念 仮面ライダー平成ジェネレーションズ FOREVER（2018年） - 仮面ライダーグリス[22]
  - 劇場版 仮面ライダージオウ Over Quartzer（2019年） - 仮面ライダーザモナス[23]
  - 仮面ライダー 令和 ザ・ファースト・ジェネレーション（2019年）[24]
  - 劇場版 仮面ライダーゼロワン REAL×TIME（2020年）[25]
  - 劇場短編 仮面ライダーセイバー 不死鳥の剣士と破滅の本（2020年）[26]
  - 仮面ライダー ビヨンド・ジェネレーションズ（2021年）
  - 仮面ライダーギーツ×リバイス MOVIEバトルロワイヤル（2022年）
  - 映画 仮面ライダーギーツ 4人のエースと黒狐（2023年）
  - 仮面ライダー THE WINTER MOVIE ガッチャード&ギーツ 最強ケミー★ガッチャ大作戦（2023年）
  - 仮面ライダーガッチャード ザ・フューチャー・デイブレイク（2024年）
- スーパー戦隊シリーズ
  - 侍戦隊シンケンジャーVSゴーオンジャー 銀幕BANG!!（2010年）
  - 天装戦隊ゴセイジャーVSシンケンジャー エピックon銀幕（2011年）
  - ゴーカイジャー ゴセイジャー スーパー戦隊199ヒーロー大決戦（2011年）
  - 海賊戦隊ゴーカイジャー THE MOVIE 空飛ぶ幽霊船（2011年）
  - 特命戦隊ゴーバスターズ THE MOVIE 東京エネタワーを守れ!（2012年）
  - 特命戦隊ゴーバスターズVS海賊戦隊ゴーカイジャー THE MOVIE（2013年）
  - 獣電戦隊キョウリュウジャーVSゴーバスターズ 恐竜大決戦! さらば永遠の友よ（2014年）
  - 烈車戦隊トッキュウジャー THE MOVIE ギャラクシーラインSOS（2014年）
  - 烈車戦隊トッキュウジャーVSキョウリュウジャー THE MOVIE（2015年）
  - 手裏剣戦隊ニンニンジャー THE MOVIE 恐竜殿さまアッパレ忍法帖!（2015年）
  - 手裏剣戦隊ニンニンジャーVSトッキュウジャー THE MOVIE 忍者・イン・ワンダーランド（2016年）
  - 劇場版 動物戦隊ジュウオウジャーVSニンニンジャー 未来からのメッセージ from スーパー戦隊（2017年）
  - 騎士竜戦隊リュウソウジャー THE MOVIE タイムスリップ!恐竜パニック!!（2019年）
  - 魔進戦隊キラメイジャー エピソードZERO（2020年）[27]
  - 機界戦隊ゼンカイジャー THE MOVIE 赤い戦い! オール戦隊大集会!!（2021年）[28]
  - 暴太郎戦隊ドンブラザーズ THE MOVIE 新・初恋ヒーロー（2022年）
  - 爆上戦隊ブンブンジャー 劇場BOON! プロミス・ザ・サーキット（2024年）
- スーパーヒーロー大戦シリーズ
  - 仮面ライダー×スーパー戦隊 スーパーヒーロー大戦（2012年）
  - 仮面ライダー×スーパー戦隊×宇宙刑事 スーパーヒーロー大戦Z（2013年）
  - 平成ライダー対昭和ライダー 仮面ライダー大戦 feat.スーパー戦隊（2014年）
  - スーパーヒーロー大戦GP 仮面ライダー3号（2015年）

### オリジナルビデオ
- スーパー戦隊シリーズ
  - 帰ってきた侍戦隊シンケンジャー 特別幕（2010年）
  - 忍風戦隊ハリケンジャー 10 YEARS AFTER（2013年）
  - 帰ってきた獣電戦隊キョウリュウジャー 100 YEARS AFTER（2014年）
  - 行って帰ってきた烈車戦隊トッキュウジャー 夢の超トッキュウ7号（2015年）
  - 特捜戦隊デカレンジャー 10 YEARS AFTER（2015年）
  - 帰ってきた動物戦隊ジュウオウジャー お命頂戴!地球王者決定戦（2017年）
  - 機界戦隊ゼンカイジャーVSキラメイジャーVSセンパイジャー（2022年） - ステイシーザー[4]
  - 暴太郎戦隊ドンブラザーズVSゼンカイジャー（2023年） - ステイシーザー[29]
  - 王様戦隊キングオージャーVSドンブラザーズ（2024年） - クロダ
  - 王様戦隊キングオージャーVSキョウリュウジャー（2024年）
- 仮面ライダーシリーズ
  - 仮面ライダーW RETURNS 仮面ライダーエターナル（2011年）
  - てれびくん超バトルDVD 仮面ライダーウィザード ダンスリングでショータイム!!（2013年）
  - 仮面ライダードライブ シークレット・ミッション type ZERO 第0話 カウントダウン to グローバルフリーズ（2014年）
  - 仮面ライダードライブ シークレット・ミッション type HIGH-SPEED! ホンモノの力! タイプハイスピード誕生!（2015年）
  - 仮面ライダードライブ シークレット・ミッション type TOKUJO（タイプ・特状）（2015年）
  - 鎧武外伝（2015年）
    - 仮面ライダー斬月/仮面ライダーバロン
    - 仮面ライダーデューク/仮面ライダーナックル

  - 仮面ライダーゴースト 一休眼魂争奪!とんち勝負（バトル）!!（2015年）
  - てれびくん超バトルDVD 仮面ライダーゴースト 一休入魂!めざめよ!オレのとんち力!!（2016年）″
  - ドライブサーガ（2016年）
    - 仮面ライダーチェイサー[1]
    - 仮面ライダーマッハ/仮面ライダーハート

  - ゴースト RE:BIRTH 仮面ライダースペクター（2017年）
  - 仮面ライダーエグゼイド トリロジー アナザー・エンディング（2018年）
    - Part.I 仮面ライダーブレイブ&仮面ライダースナイプ
    - Part.III 仮面ライダーゲンムVS仮面ライダーレーザー

  - てれびくん超バトルDVD 仮面ライダービルド 誕生！クマテレビ!! VS仮面ライダーグリス（2018年）
  - てれびくん超バトルDVD 仮面ライダープライムローグ（2018年）
  - てれびくん超バトルDVD 仮面ライダービビビのビビルゲイツ（2019年）
  - ビルド NEW WORLD（2019年）
    - 仮面ライダークローズ
    - 仮面ライダーグリス

  - 仮面ライダージオウ NEXT TIME ゲイツ、マジェスティ（2020年）[30]
  - てれびくん超バトルDVD 仮面ライダーゼロワン『カンガルーからナニが飛び出す？ソンナの自分でカンガルー！はい、或人じゃないと！！』（2020年）
  - ゼロワン Others 仮面ライダー滅亡迅雷（2021年）[31]
  - ゼロワン Others 仮面ライダーバルカン&バルキリー（2021年）
  - 仮面ライダーギーツ ジャマト・アウェイキング（2024年）

### ネットムービー
- 仮面ライダーシリーズ
  - ネット版 仮面ライダー×スーパー戦隊 スーパーヒーロー大変 〜犯人はダレだ?!〜（2012年）
  - ネット版 仮面ライダーフォーゼ みんなで授業キターッ!（2012年）
  - ネット版 仮面ライダー×スーパー戦隊×宇宙刑事 スーパーヒーロー大戦乙!〜Heroo!知恵袋〜あなたのお悩み解決します!（2013年）
  - ネット版 仮面ライダーウィザード イン マジか!?ランド（2013年）
  - dビデオスペシャル 仮面ライダー4号（2015年）
  - 仮面ライダーアマゾンズ（2016年）
  - 仮面戦隊ゴライダー（2017年）
  - 仮面ライダービルド ハザードレベルを上げる7つのベストマッチ（2018年）
  - 仮面ライダージオウ スピンオフ RIDER TIME（2019年）
    - 仮面ライダージオウ スピンオフ PART1『RIDER TIME 仮面ライダーシノビ』
    - 仮面ライダージオウ スピンオフ PART2『RIDER TIME 仮面ライダー龍騎』

  - ドライブサーガ 仮面ライダーブレン（2019年）
  - 仮面ライダーゲンムズ ―ザ・プレジデンツ―（2021年）
  - 仮面ライダーゲンムズ スマートブレインと1000%のクライシス（2022年）
  - 仮面ライダーリバイス The Mystery（2022年）
  - リバイスレガシー 仮面ライダーベイル（2022年）
  - 仮面ライダージャンヌ&仮面ライダーアギレラ withガールズリミックス（2022年）
  - 仮面ライダーアウトサイダーズ（2022年）
  - ギーツエクストラ 仮面ライダーパンクジャック（2023年）
  - ギーツエクストラ 仮面ライダータイクーンmeets仮面ライダーシノビ（2023年）
  - 冥黒の黙示録 ラケシス（2025年）
- JAEオリジナル ショートムービー「華麗なる追跡2 〜Dファイル〜」（2015年） - 男F 役
- スーパー戦隊シリーズ
  - ツーカイザー×ゴーカイジャー ～ジューンブライドはたぬき味～（2022年） - ドエタム[32]
  - 王様戦隊キングオージャー ラクレス王の秘密（2023年）
  - 暴太郎戦隊ドンブラザーズVS暴太郎戦隊ドンブリーズ（2023年）
  - 王様戦隊キングオージャー IN SPACE（2024年）

### 舞台
- 花やしき「三姉妹物語」（2010年） - 熊六 役
- 花やしき「大江戸捕物帖」（2010年） - 平蔵 役
- 花やしき「忍術武芸帳」（2011年） - サスケ 役
- ミュージカル忍たま乱太郎 第3弾（2012年、シアターGロッソ） - ドクタケ忍者 役[1]
- Dream Boys（2014年9月4日 - 30日、帝国劇場） - アンサンブル[1]
- 十月花形歌舞伎 GOEMON「石川五右衛門」（2016年、新橋演舞場） - アンサンブル[1]

### イベント
- 京楽 特別先行展示会（2011年） - セーフティー
- ももいろクローバーZ 桃神祭2015（2015年、エコパスタジアム） - アクションクルー[1]

### PV
- 中島美嘉×加藤ミリヤ「Fighter」（2014年、Sony Music）[1]